# Hibiscus zygomorphus
Hibiscus zygomorphus är en malvaväxtart som beskrevs av P.A. Fryxell och S.D. Koch. Hibiscus zygomorphus ingår i Hibiskussläktet som ingår i familjen malvaväxter. Inga underarter finns listade i Catalogue of Life.